# مارس اینکورپوریتد

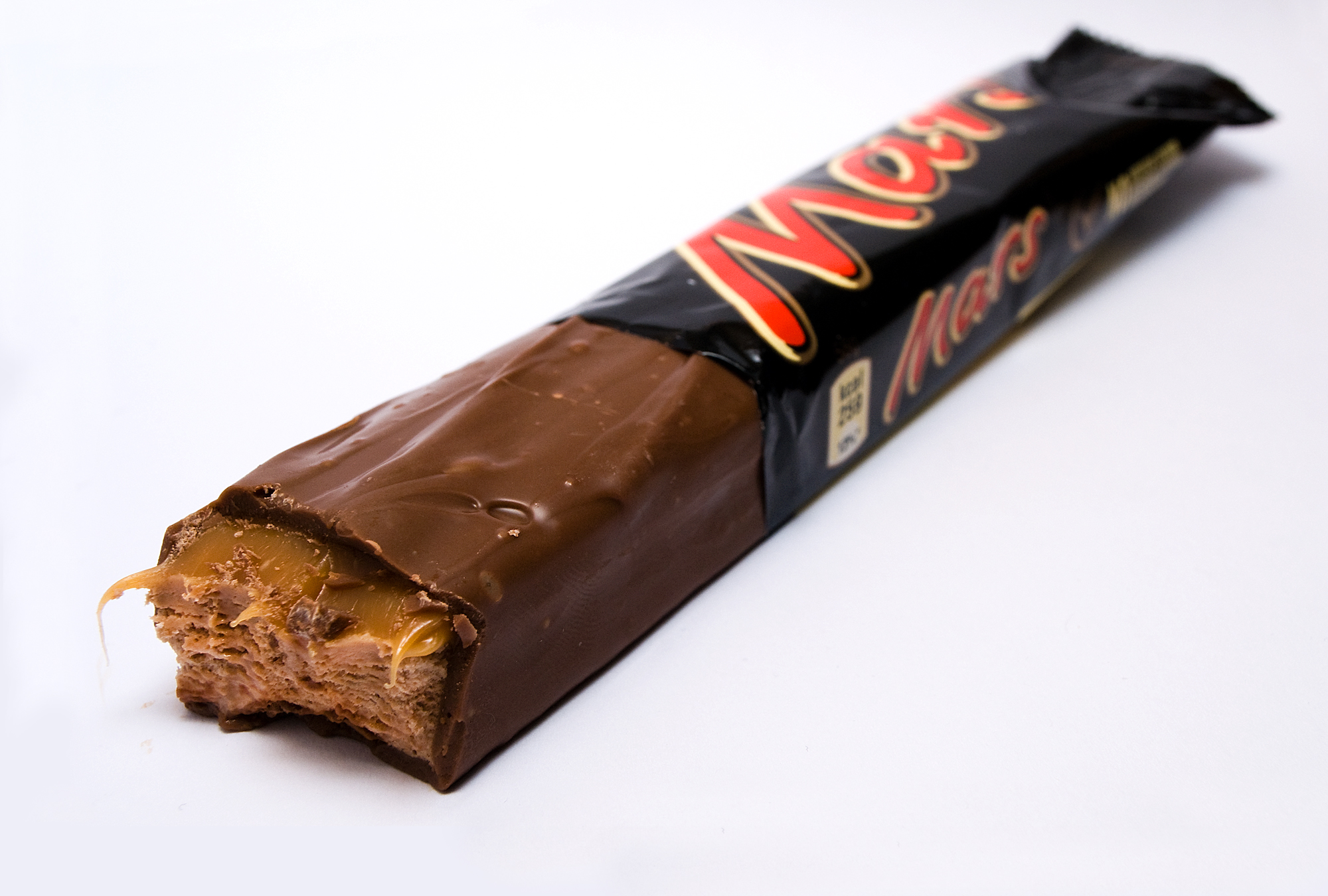
شکلات مارس؛ محصول معروف شرکت مارس

مارس اینکورپوریتد (به انگلیسی: Mars, Incorporated) شرکت صنایع غذایی چندملیتی آمریکایی است، که تولیدکننده انواع فراورده‌های قندی، مواد غذایی، غذای حیوانات خانگی و دیگر محصولات غذایی می‌باشد.
شرکت مارس در سال ۲۰۱۰ درآمدی معادل ۳۰ میلیارد دلار آمریکا کسب نمود و اکنون در فهرست منتشرشده توسط مجله فوربز، در رتبه سوم از بزرگترین شرکت‌های سهامی خاص ایالات متحده آمریکا قرار دارد.
دفتر مرکزی شرکت مارس در شهر مک‌لین، شهرستان فرفکس، ویرجینیا، ایالات متحده آمریکا قرار دارد. سهام این شرکت به‌طور کامل در اختیار خانواده مارس می‌باشد.

## تاریخچه

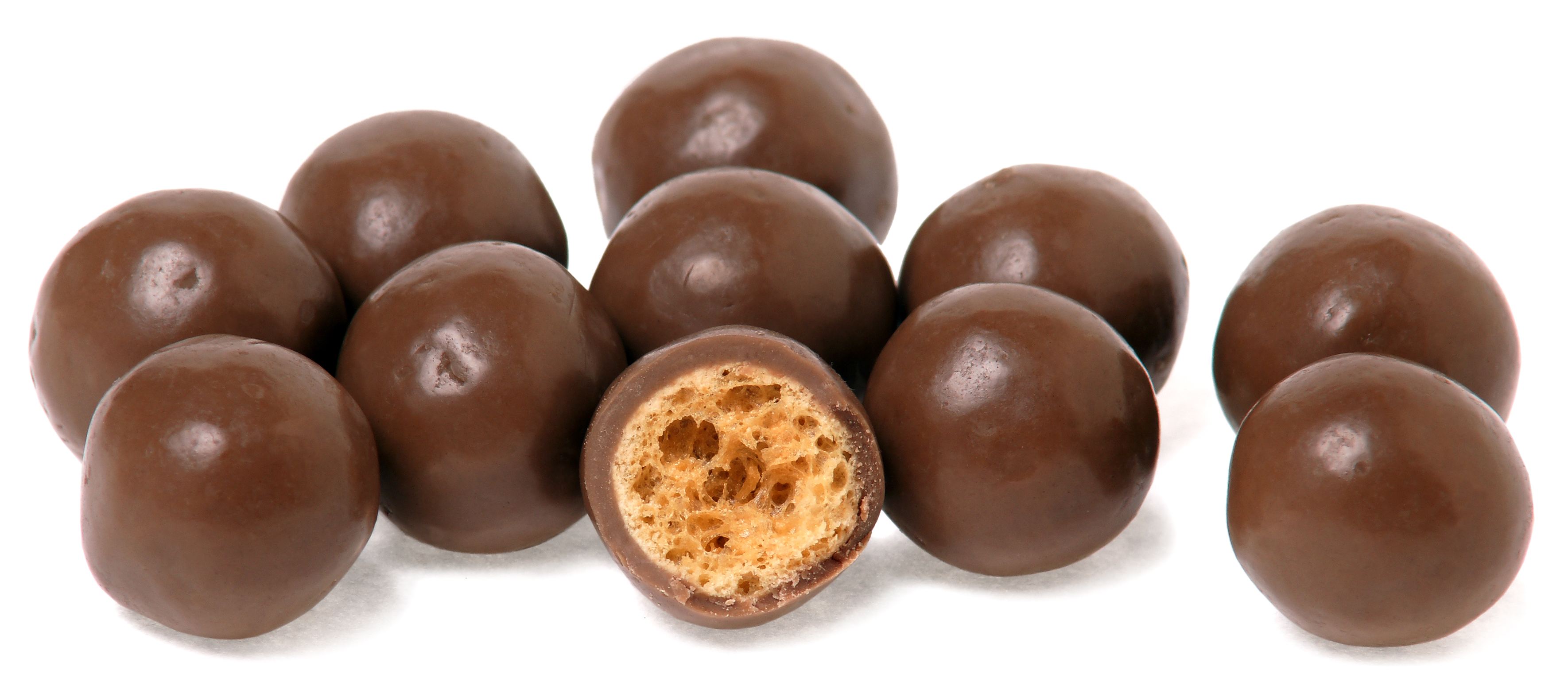
شکلات مالتیزرس، از محصولات شرکت مارس

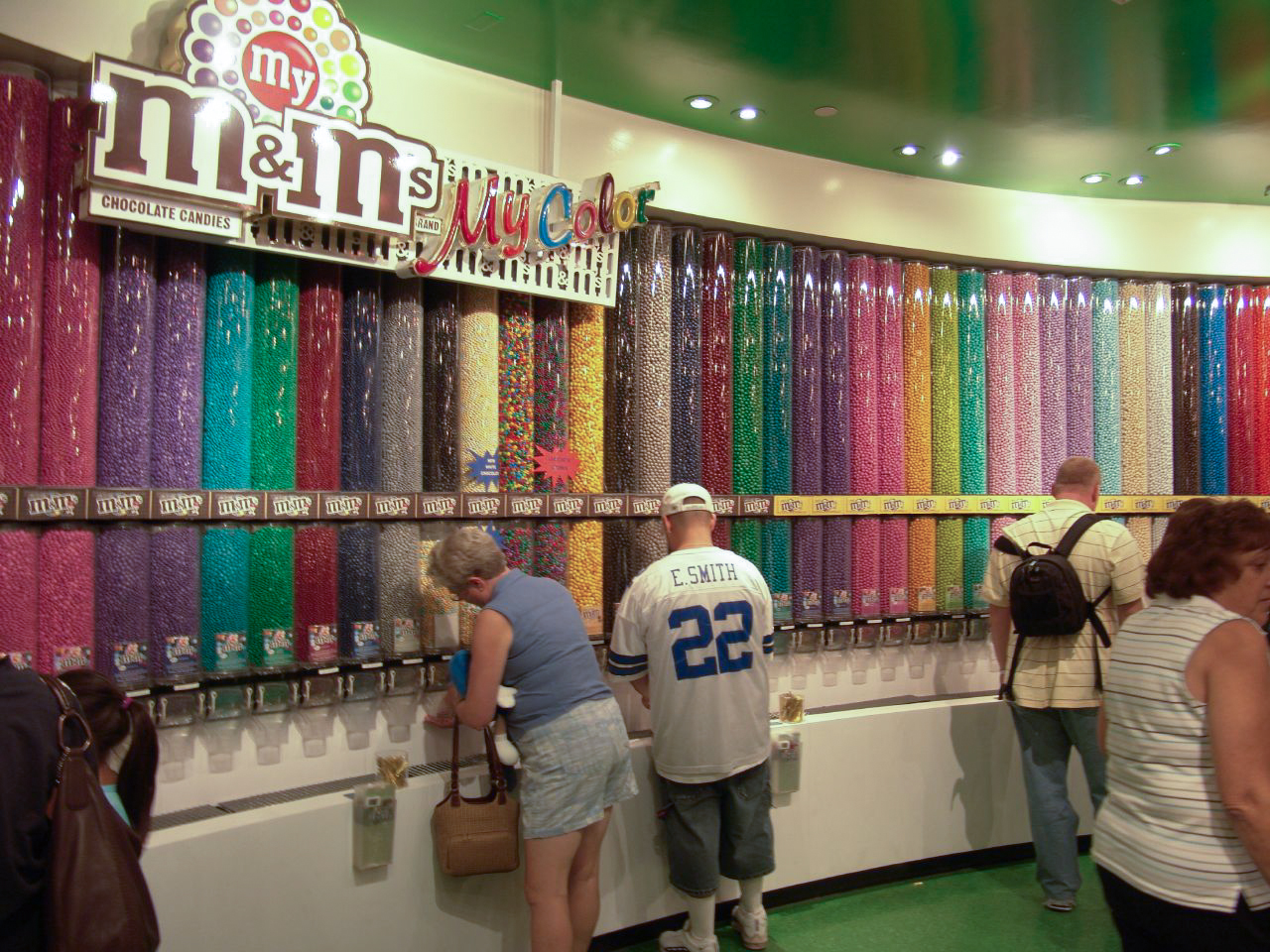
موندو M&M در لاس وگاس

فرانکلین کلارنس مارس، مؤسس این شرکت، که به فلج‌اطفال دچار بود، در سنین جوانی نمی‌توانست مثل هم‌سن‌وسالان خود فعال باشد، به همین دلیل در آشپزخانه به مادرش کمک می‌کرد. مادر او به پختن شیرینی علاقه داشت و به پسر خود نیز، این فن را آموزش داد.
فرانکلین زمانی که مدرسه را تمام کرد، شروع به فروختن شیرینی و آب نبات کرد. وی در سال ۱۹۰۲ و در سن ۱۹ سالگی، بنگاه شیرینی‌سازی و توزیع خود را، با فروختن محصولاتش به مغازه‌ها، راه انداخت.
او با اتل کیساک ازدواج کرد، اما به دلیل شکست کسب و کارش، همسرش از او جدا شد. وی سپس با اتل هیلی ازدواج کرد که بسیار پشتیبان و حامی او بود و وی را در اداره کسب و کار کوچکش، به نام شرکت مارس در تاکوما، ایالت واشینگتن (که در ۱۹۱۱ شروع به کار کرده بود) کمک می‌کرد.
فرانکلین این شیرینی‌ها را به همراه همسرش، در خانه درست می‌کرد. این زوج بارها تغییر مکان داده و بارها کسب و کارهایی با نام‌های مختلف را، راه‌اندازی کردند و پس از اُفت و خیزهای فراوان، در سال ۱۹۲۳ شکلات میلکی وی و در سال ۱۹۳۰ شکلات اسنیکرز را، روانه بازار کردند. سرانجام در سال ۱۹۲۹ فرانک، کارخانه را به شیکاگو یعنی مکان امروزی آن، منتقل کرد و در سال ۱۹۳۲ پسرش فورست تولید این محصولات را، در انگلستان نیز آغاز کرد.
در طول سال‌های ۱۹۳۱ تا ۱۹۳۳، بیش از ۸۰۰ نفر برای فرانکلین و برای ساختن خانه‌ای ۲۱ اتاقه در یک مزرعه ۲۸۰۰ جریبی در ایالت تنسی کار می‌کردند. شرکت فرانکلین در سال ۱۹۳۰ در حدود ۲٫۵ میلیون دلار، سودآوری داشت. فرانکلین در سال ۱۹۳۴ و در سن ۵۱ سالگی از دنیا رفت و همسرش تا اواسط دهه ۱۹۶۰ شرکت را اداره می‌کرد.
فارست مارس، فرزند فرانکلین از همسر اولش بود. او که متولد ۲۱ مارس ۱۹۰۴ بود، با پدرش بسیار مشکل داشت. وی در اوایل دهه ۱۹۳۰ تلاش می‌کرد، تا پدرش را قانع کند، که شکلات‌های میلکی وی را در کانادا بفروشد، اما فرانکلین قبول نکرد. به همین دلیل، فارست عصبانی شد و شرکت پدر و کشورش را در سال ۱۹۳۲ ترک کرد. فرانکلین که قبلاً بخشی از سهام شرکت را به فارست داده بود، این سهام را، از او به قیمت ۵۰ هزار دلار خریده و حق بازاریابی اسنیکرز در خارج را نیز، به او واگذار کرد.
فارست برای مدت کوتاهی برای شرکت‌های تابلر و نستله کار کرد، سپس به انگلستان رفت و یک شرکت شیرینی‌سازی به نام «تولیدکنندگان خوراک» را راه‌اندازی نمود. وی همچنین خط تولید غذای کنسروی حیوانات خانگی، که یک مفهوم و ایده جدید بود را نیز، از طریق یک شرکت جدید، به نام پت فود (غذای حیوانات خانگی) تأسیس کرد. او بعدها در سال ۱۹۶۸ تحت نام کال کن فودز به بازار غذای حیوانات خانگی ایالات متحده، وارد شد.
فارست مارس، در سال ۱۹۳۹ به ایالات متحده بازگشت و کسب و کار جدیدی را با تولید شیرینی‌هایی به نام ام اند ام M&M راه‌اندازی کرد. وی با آدری مارس (که در سال ۱۹۸۹ از دنیا رفت) ازدواج کرد، که حاصل این ازدواج؛ فارست پسر، جان و ژاکلین مارس بود. فارست در سال ۱۹۶۴ کنترل کل شرکت را از مادر خود، اتل گرفت و کسب و کار خود را، با شرکت پدر، ادغام کرد. او بسیاری از قوانین شرکت را عوض کرد و قوانین تنبیه و پاداش جدیدی وضع نمود. فارست کارکنان خود را «شریک و هم قطار» می‌نامید و به آن‌ها اختیار عمل و تصمیم‌گیری می‌داد. وی کارخانه را از درون ارتقا داد. علاقه خاص او تولید محصولات جدید، راه‌هایی جدید برای انجام بهتر کارهای کنونی و یکپارچگی در تولید بود. او از انظار عمومی دوری می‌کرد. فارست در سال ۱۹۷۳ در سن ۶۹ سالگی بازنشسته شد و کنترل شرکت را، به دو پسرش واگذار نمود.
او حتی پس از بازنشستگی نیز، آرام ننشست و شرکت شیرینی‌سازی دیگری به نام مادرش؛ اتل ام شکلات فکتوری در لاس وگاس تأسیس کرد. او برندهای دیگری چون برنج عمو بن و غذای حیوانات پدیگری را نیز خلق کرده‌است. فارست مارس، در سال ۱۹۹۹ از دنیا رفت.
جان مارس، فرزند دوم فارست مارسدر حال حاضر رییس هیئت مدیره شرکت مارس است. وی به همراه برادر بزرگتر؛ فارست مارس (پسر) و خواهرش ژاکلین مارس، به صورت مشترک، در جایگاه چهل و سومین ثروتمندان جهان قرار دارند. ثروت این خانواده در سال ۲۰۰۹ در مجموع از سوی مجله فوربز در حدود ۲۷ میلیارد دلار برآورد شده‌است.
اداره این شرکت همواره منحصراً در اختیار اعضای خانواده مارس بوده و ویژگی جالب توجه آن، مستور نگاه داشتن شدید اطلاعات مربوط به مراحل تولید و کارکنان است. چنانچه این شرکت در نهایت در سال ۲۰۱۱ تنها بخشی از اطلاعات مربوط به مراحل تولید خود را فاش کرده‌است!

## خانواده مارس

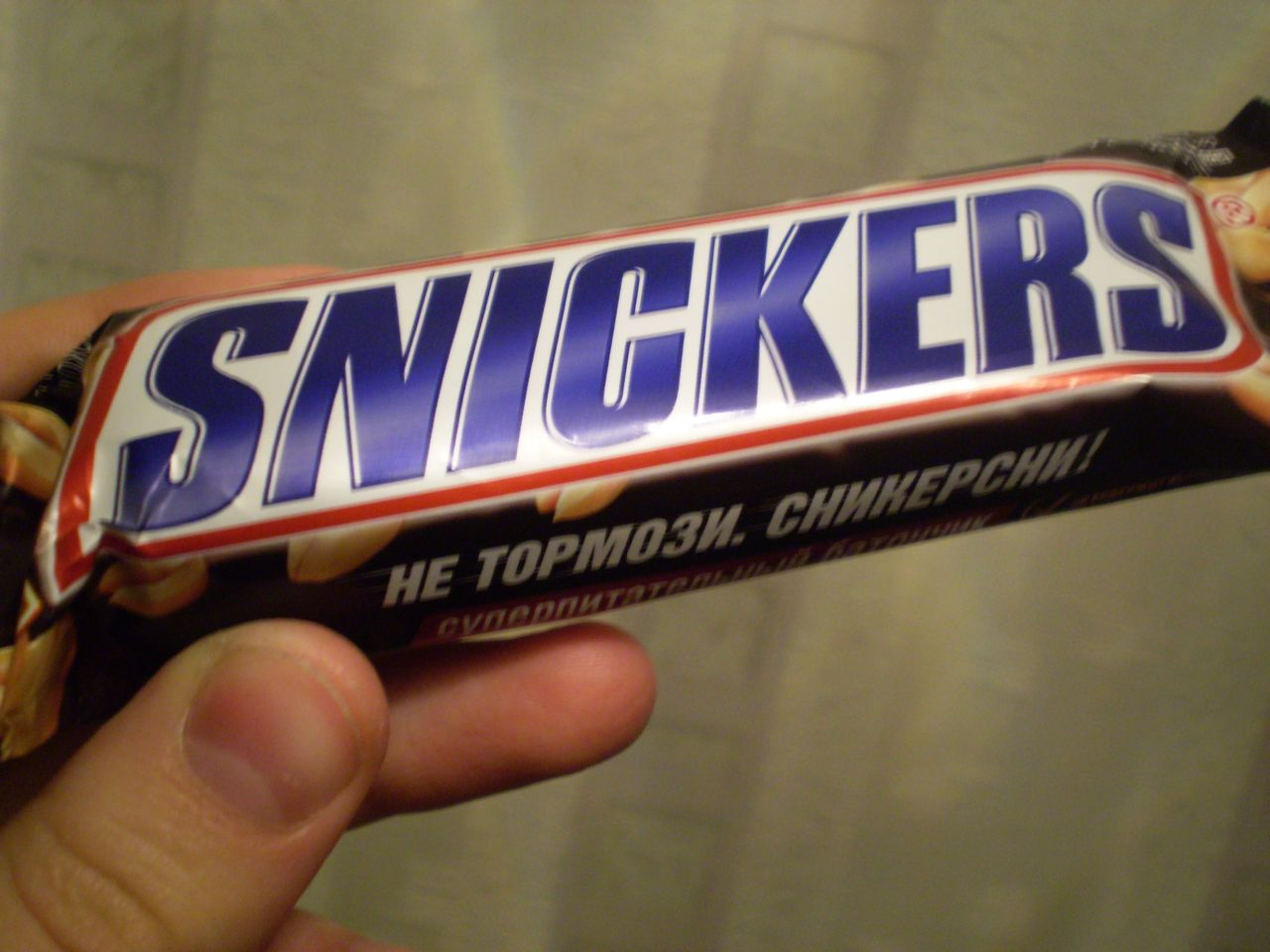
اسنیکرز، معروفترین محصول شرکت مارس

خانواده مارس، مالک تمامی سهام شرکت مارس محسوب می‌شود. این خانواده تا سال ۱۹۸۸ از سوی مجله فوربز، به عنوان ثروتمندترین خانواده در ایالات متحده آمریکا معرفی می‌شد، تا اینکه این عنوان توسط خانواده والتون، (مالکین شرکت وال‌مارت) ربوده شد.
«فارست مارس اس آر»، فرزند ارشد بنیان‌گذار این شرکت، در زمان مرگش، به همراه دو پسر خود، در جایگاه ۲۹، ۳۰ و ۳۱ از ثروتمندترین افراد ایالات متحده قرار داشتند. ثروت هر کدام از آن‌ها در آن زمان، در حدود ۴ میلیارد دلار بود. سه فرزند فارست مارس اس آر («فارست مارس جی آر (کوچک)»، «جان فرانکلین مارس» و «ژاکلین مارس») در سال ۲۰۰۹ و هر کدام با ثروت ۹ میلیارد دلار، در جایگاه چهل و سوم ثروتمندترین افراد جهان قرار داشتند.
این خانواده به شدت از انظار عمومی و انجام مصاحبه دوری می‌کنند و به غیر از ژاکلین، هیچ عکسی نیز از اعضای این خانواده در دست نیست.

## مدیریت ارشد
مدیریت قدرتمند شرکت مارس، الگوی مدیران موفقی مانند آلان لیتون و جاستین کینگ بوده‌است. هم‌اکنون نیز، بسیاری از مدیران در شرکت مارس، در حال آموزش چگونگی مدیریت هستند.
پس از گذشت چهار نسل از ساخت کارخانه، مدیریت آن کم‌کم در حال خارج شدن از شکل خانوادگی و شخصی است. چنانچه مدیر فعلی صنایع غذایی مارس، یعنی پاول میشل، نسبت فامیلی با خانواده مارس ندارد.
هم اکنون محصولات مارس در بیش از ۳۵ شهر در ایالات متحده تولید می‌شوند و در ضمن این شرکت ۲ کارخانه نیز، در بریتانیا داراست.
این برند بزرگ، از فروش محصولاتش، سالانه ۳۰ میلیارد دلار سود می‌برد و هر سال حدود ۱۰۸ میلیون دلار از آن را، صرف لابی می‌نماید. مارس هم‌اکنون بیش از ۷۰ هزار نیروی کار و بیش از ۲۰ نوع محصول متفاوت دارد.

## نگارخانه

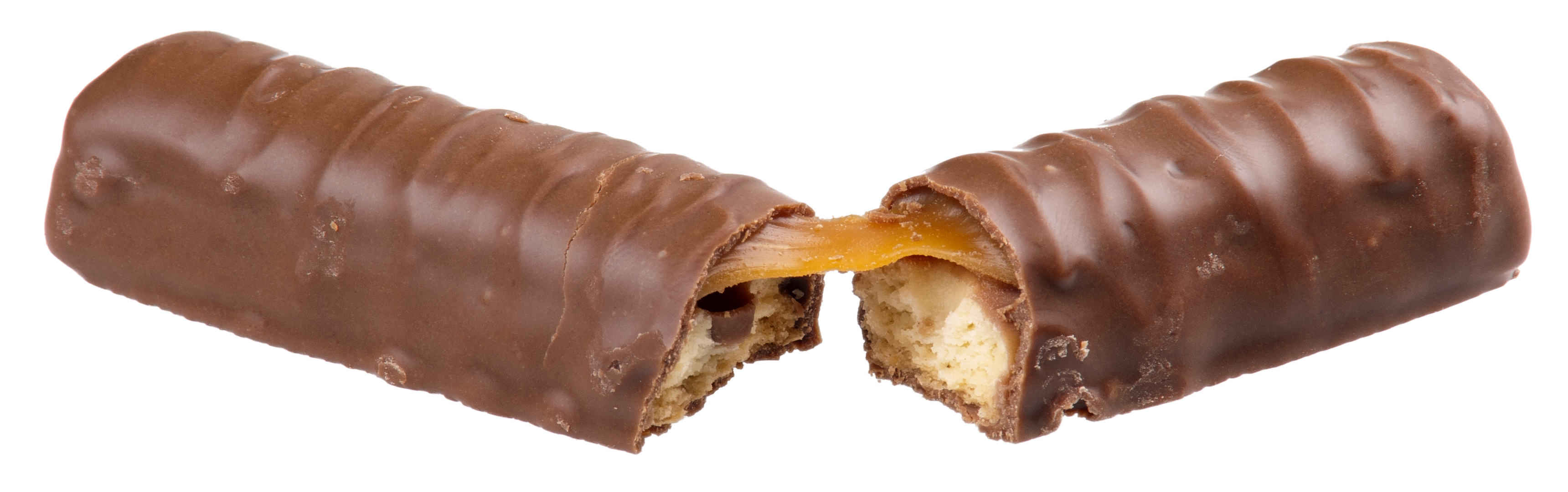
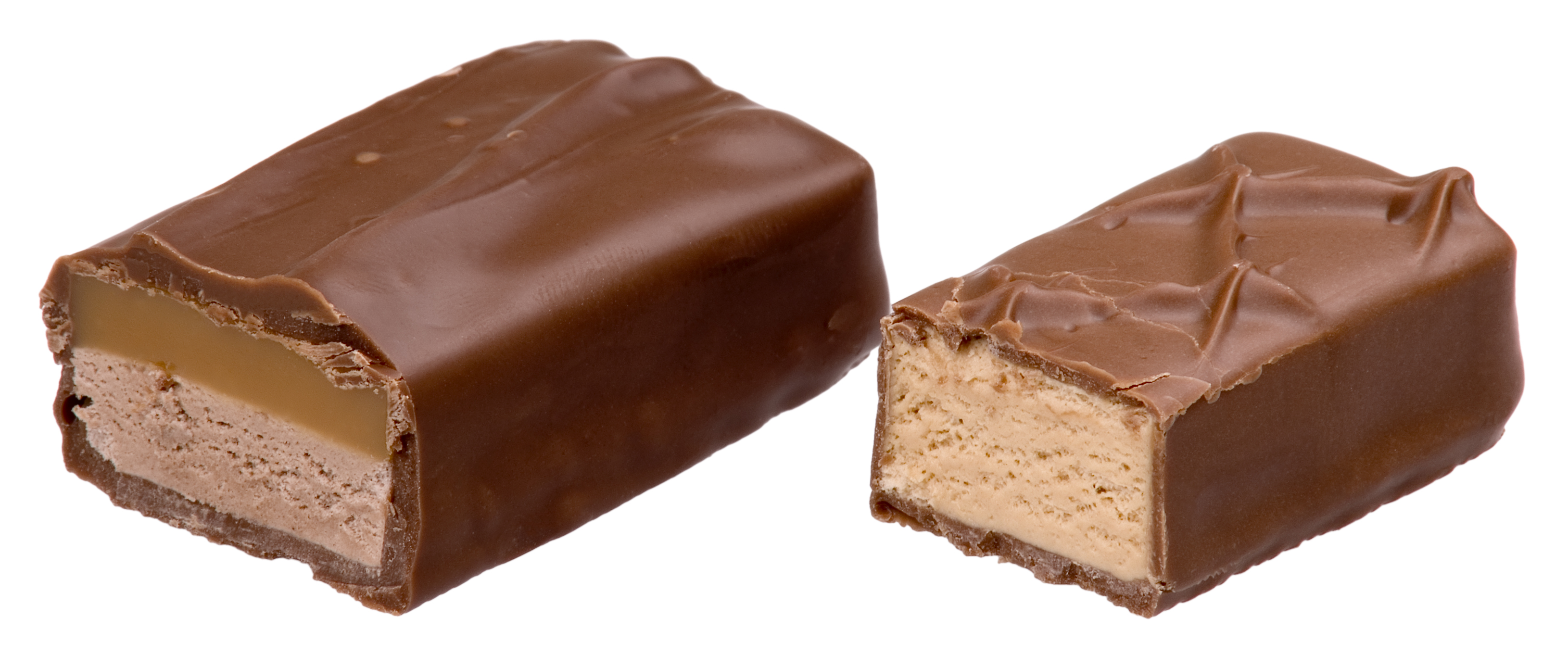
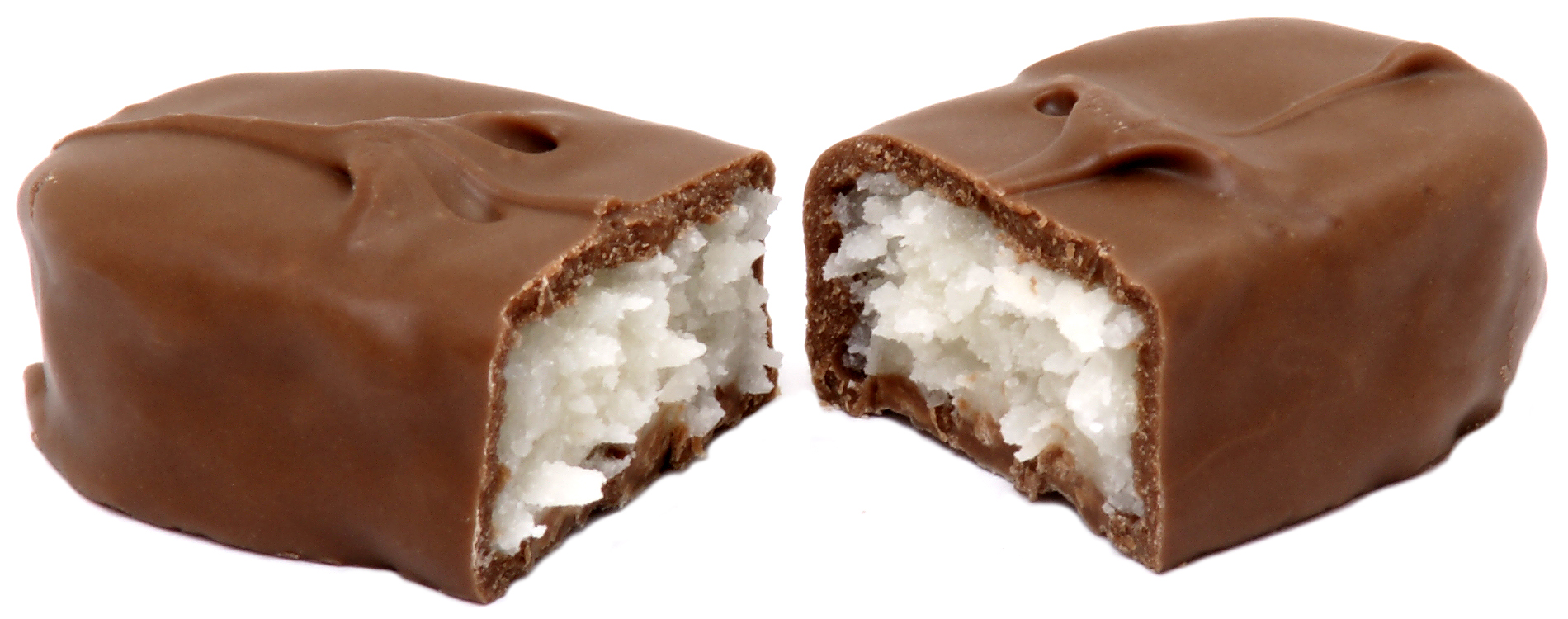
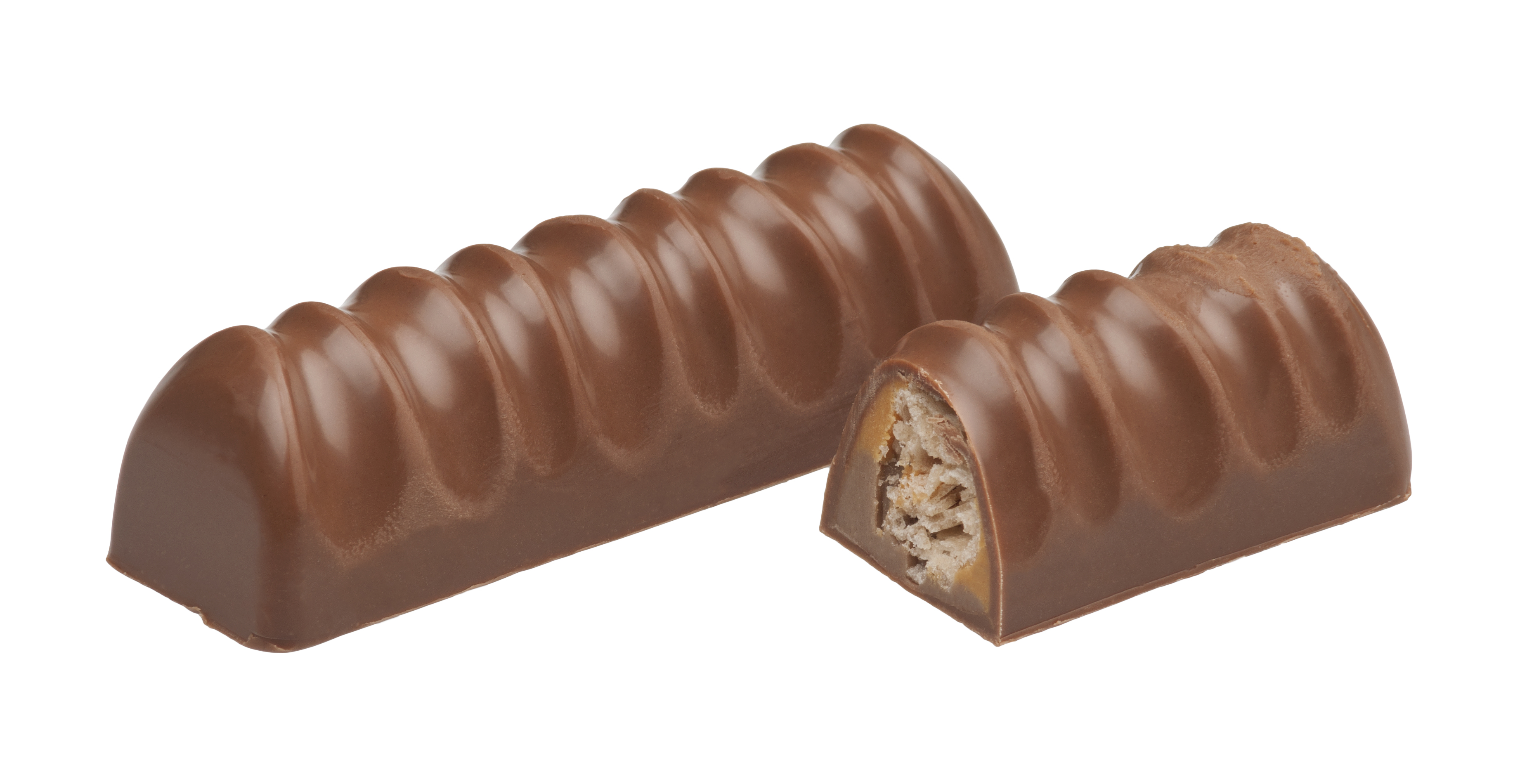
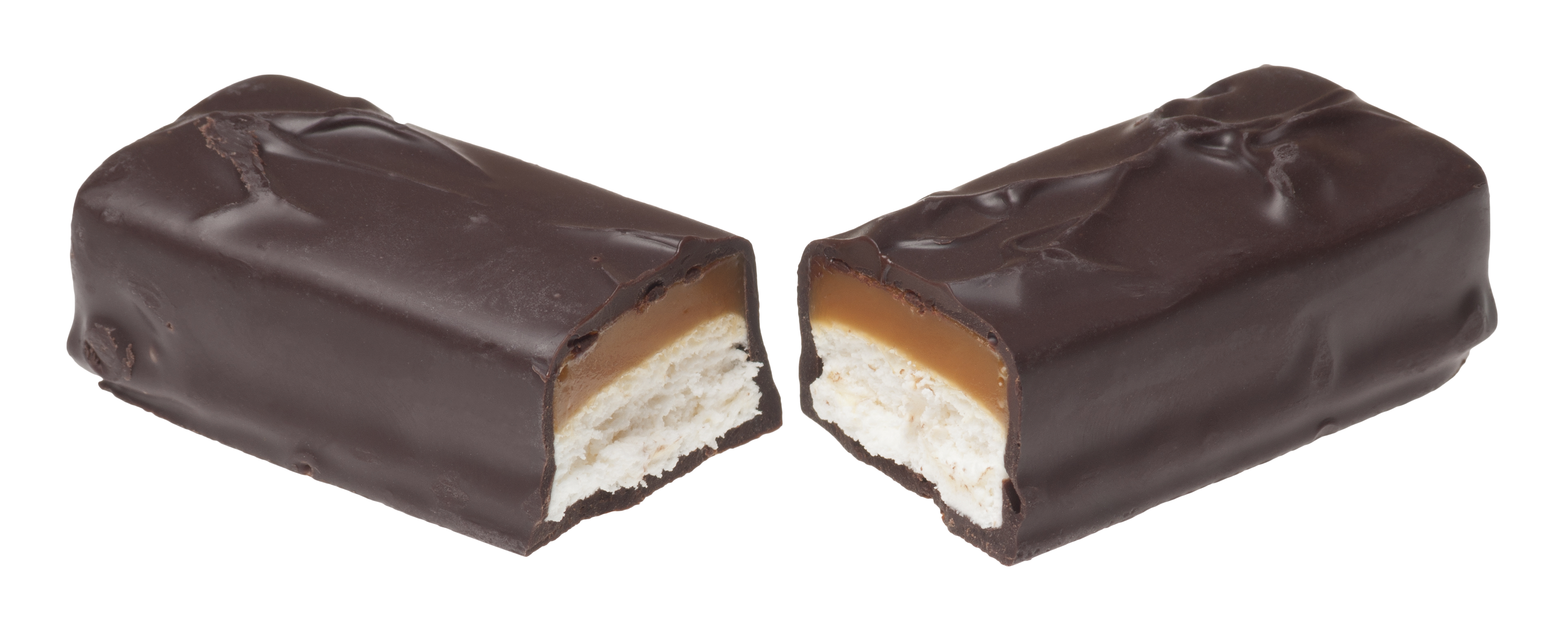
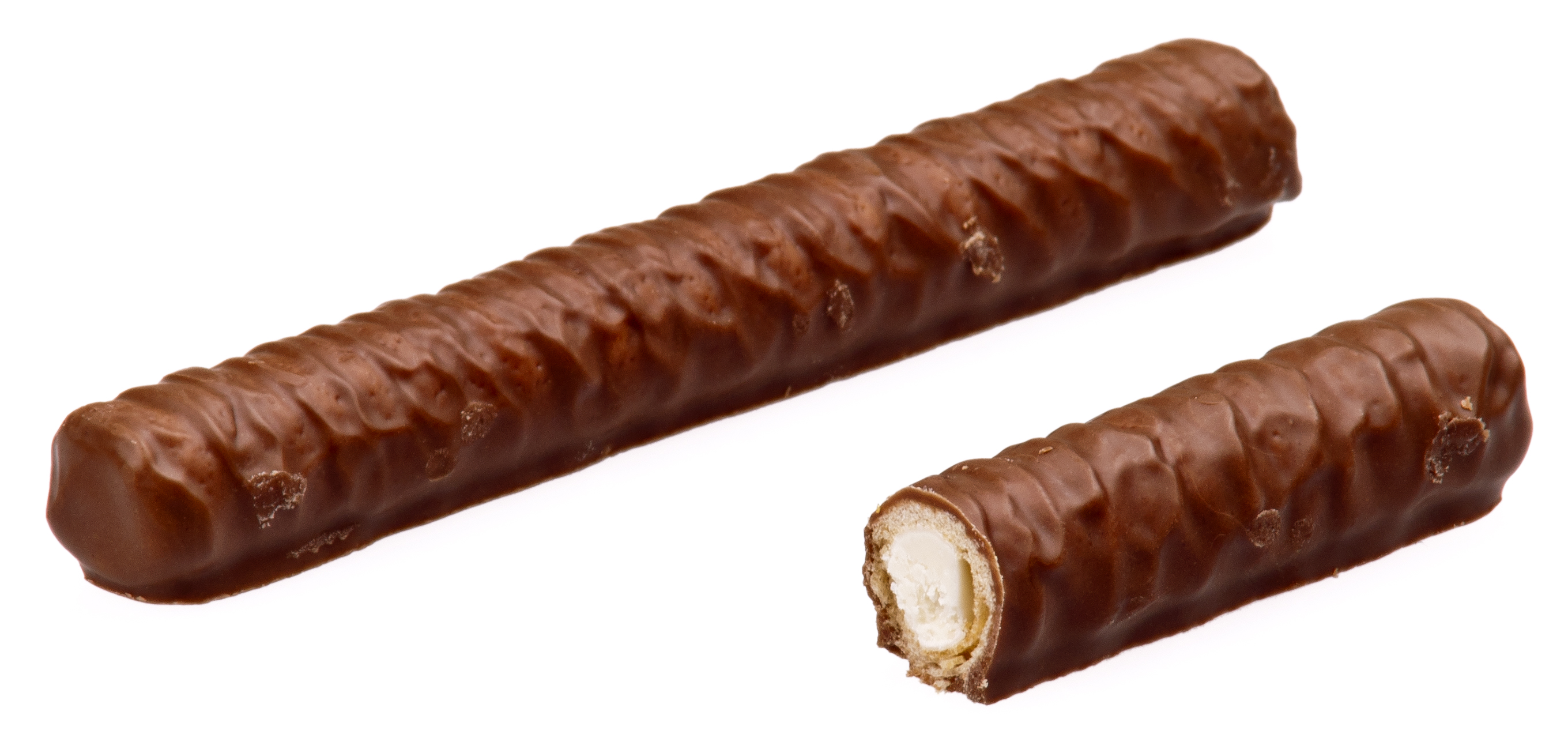
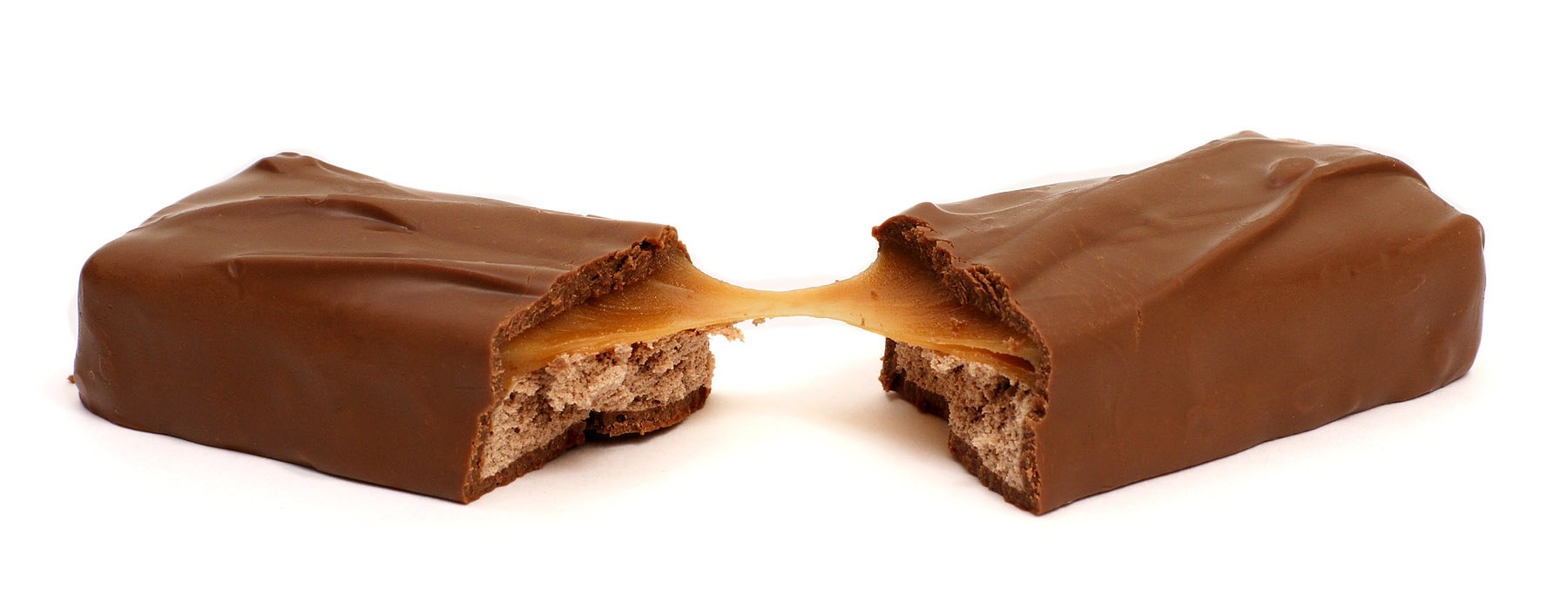
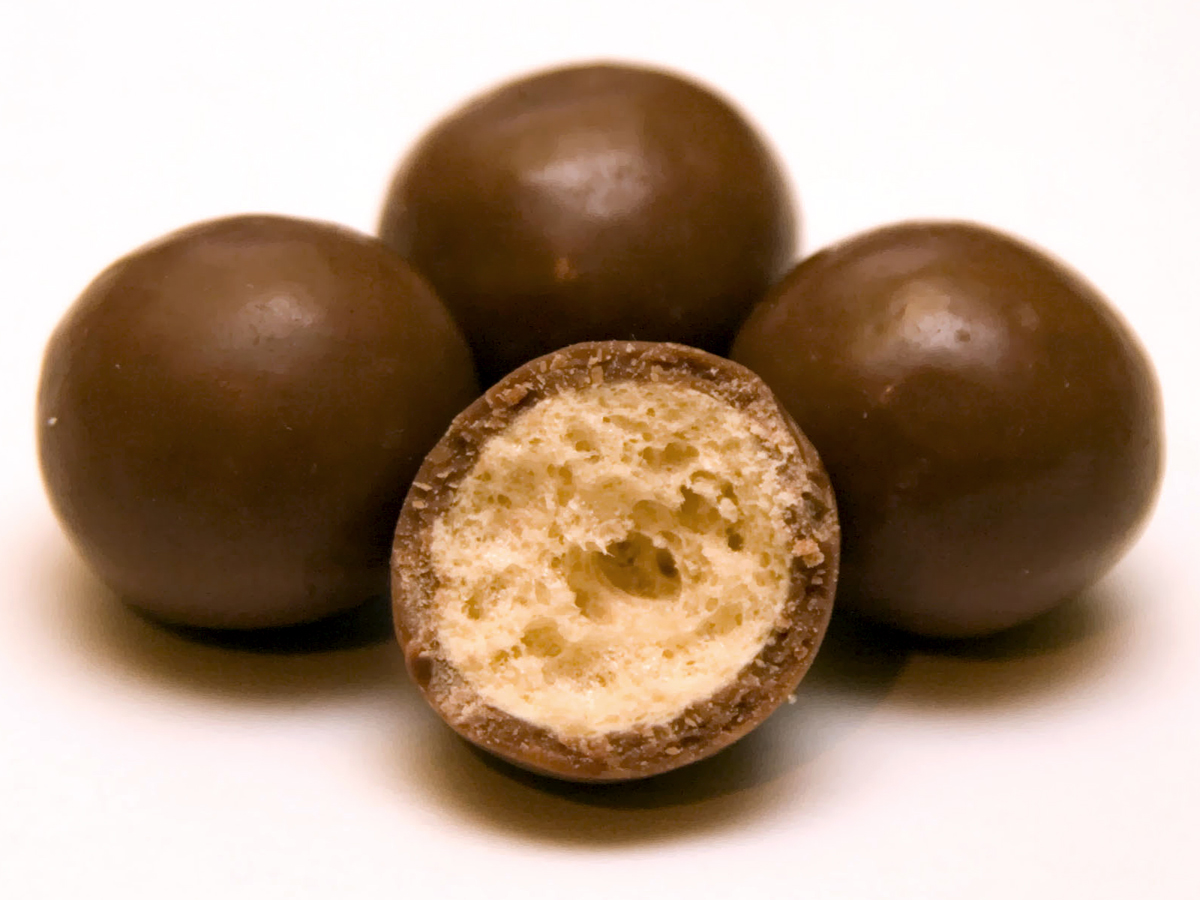
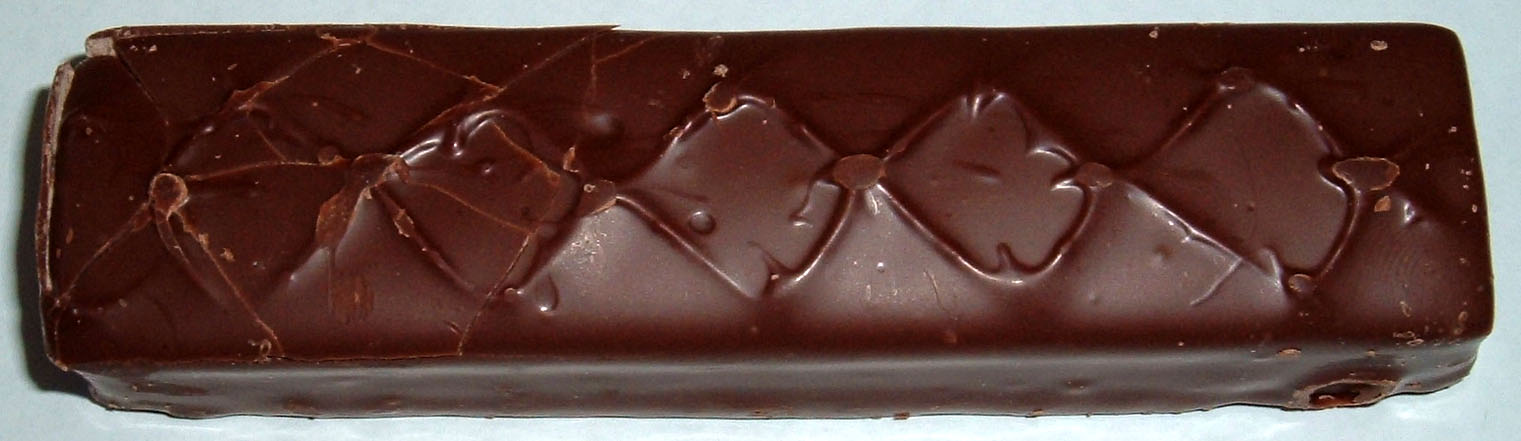
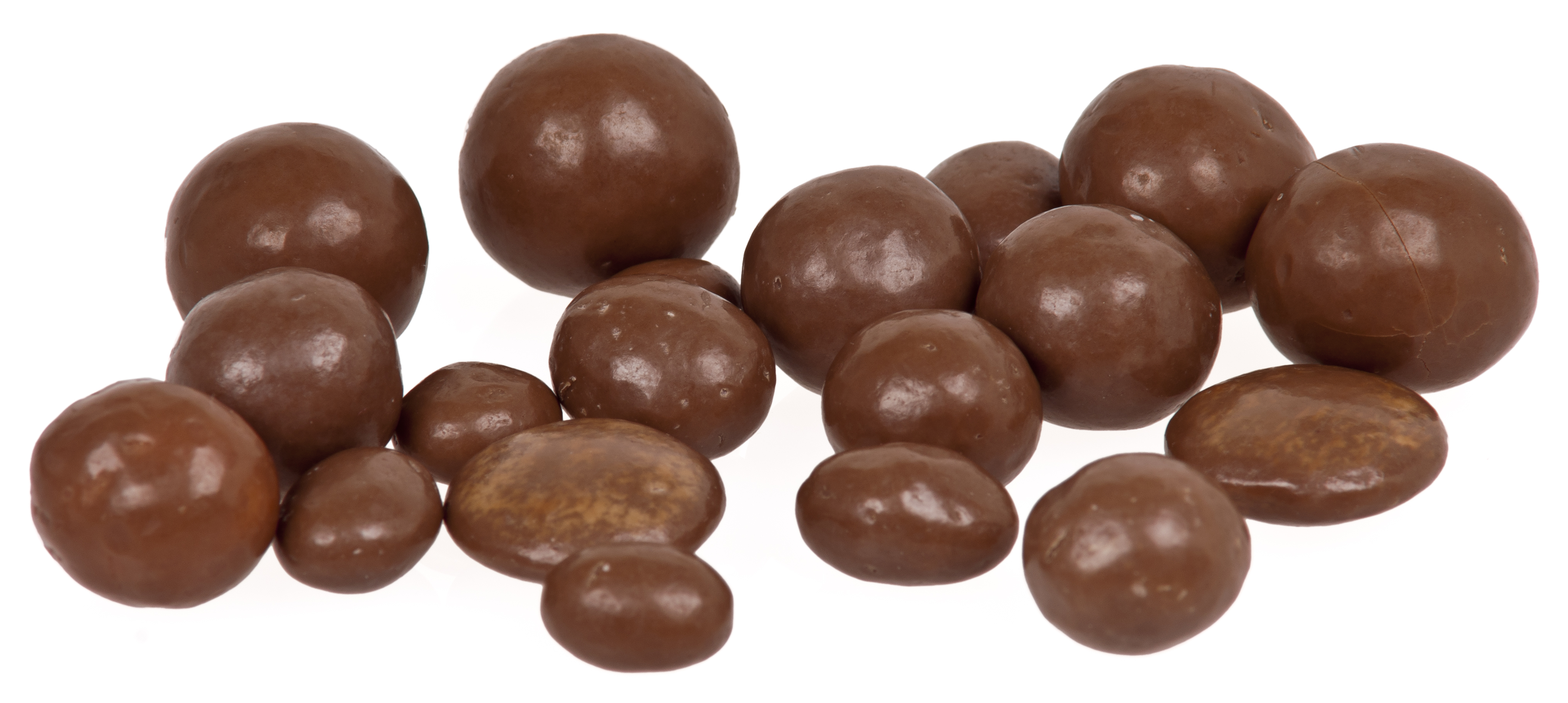
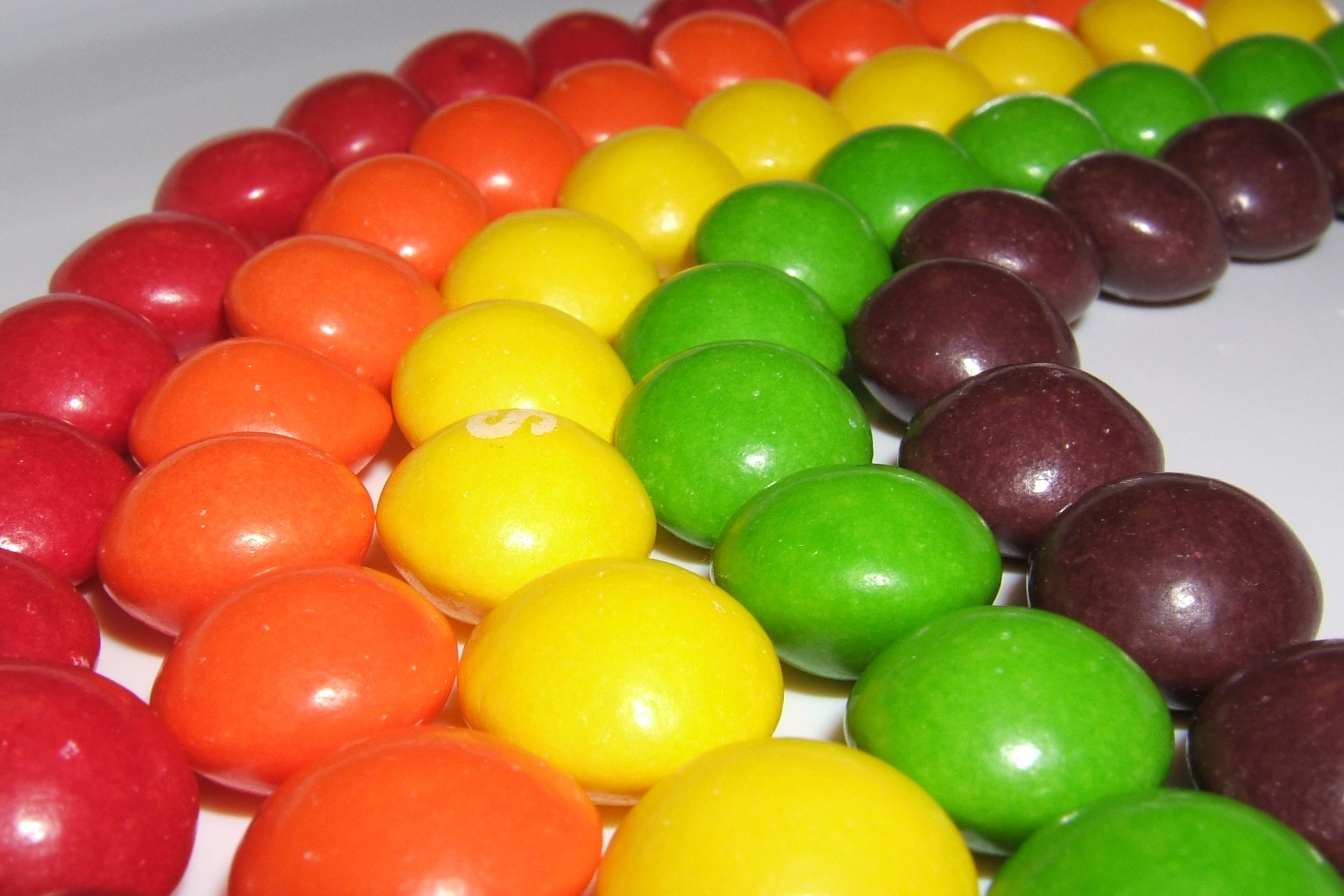
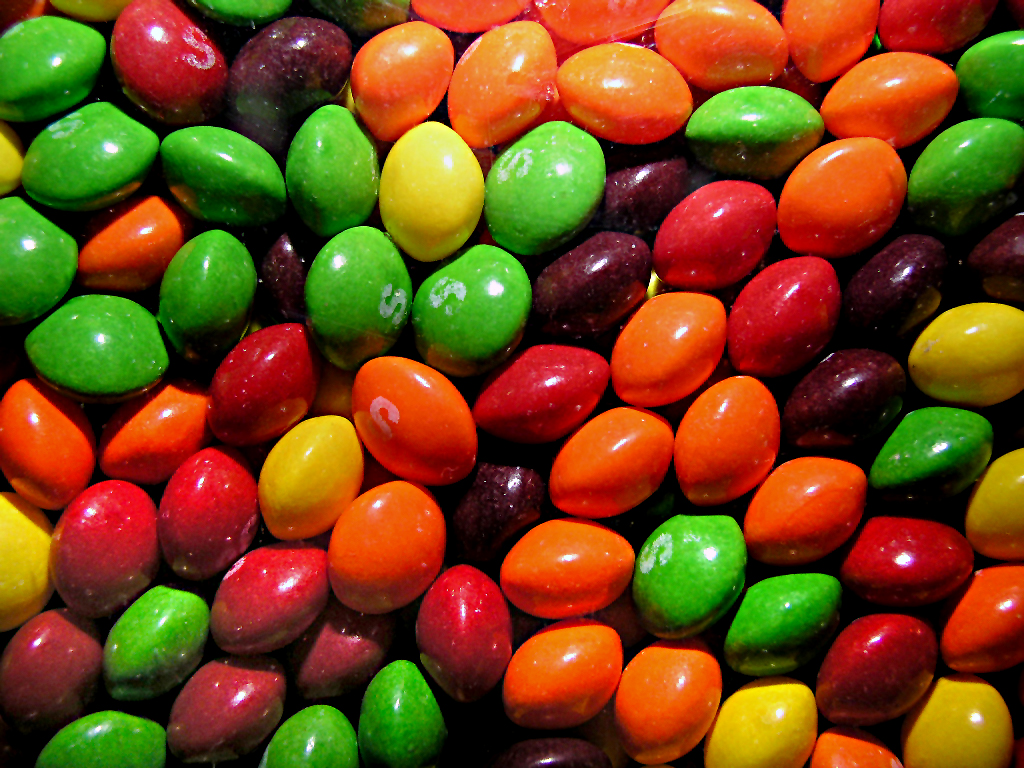
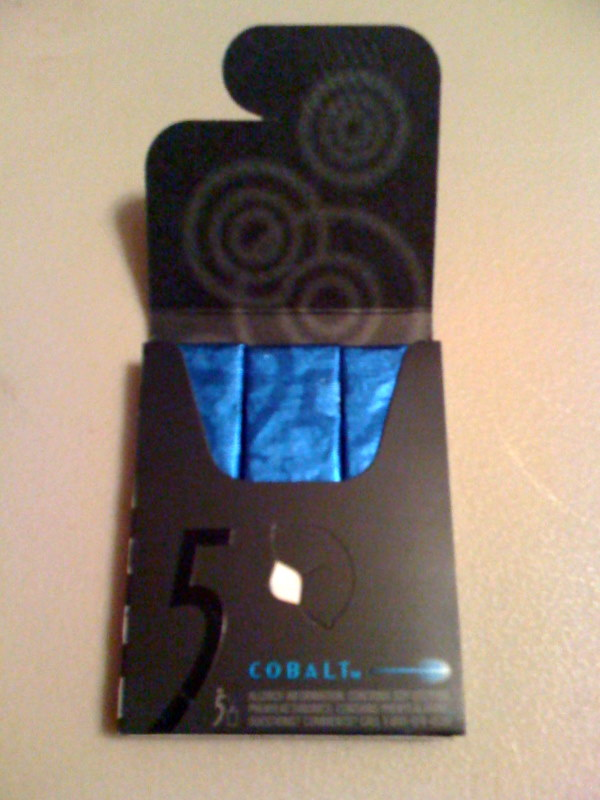